# Lichfield
Lichfield é uma cidade da inglaterra, no condado de Staffordshire, localizada a 25 km do norte de Birmingham e a 200 km a noroeste de Londres, e é a maior cidade de seu distrito, o distrito de Lichfield.
Lichfield é mais conhecida por sua majestosa catedral de três torres e por ser a cidade natal do Dr. Samuel Johnson, escritor do primeiro dicionário de inglês autorizado. Atualmente, a cidade ainda retém sua antiga importância como centro eclesiástico e suas características do velho mundo. Porém, seu desenvolvimento industrial e comercial têm sido relativamente pequenos.

## História
Aproximadamente 5 km ao sul da cidade havia um vilarejo romano-britânico chamado Letoceto, de onde restam apenas ruínas, do qual a primeira parte do nome Lichfield é derivado. Porém, uma antiga lenda afirma que milhares de cristãos foram martirizados em Lichfield aproximadamente em 300 d.C., durante o reinado do imperador romano Diocleciano, e que o nome Lichfield significava campos da morte. Não há, entretanto, nenhuma evidência que comprove está lenda.
A primeira notícia autêntica de Lichfield apareceu em um relato de Beda, que a chamou de Licidfelth e mencionou que era onde Chad de Mercia fixou a sede episcopal de Mércia em 669. Os túmulos individuais dos reis de Mércia na catedral aumentaram o prestígio de Lichfield. Em 1291, Lichfield foi severamente destruída por um incêndio, porém a catedral e suas redondezas sobreviveram incólumes.
A reforma na Inglaterra teve um efeito dramático em Lichfield, o desaparecimento das peregrinações e a destruição do santuário de St. Chad em 1538 foram as maiores perdas para a prosperidade econômica da cidade. Com a peste negra em 1593 um terço da população morreu. Também, a última pessoa a morrer queimada por heresia na Inglaterra morreu em Lichfield em 11 de abril de 1612.
Durante a guerra civil inglesa Lichfield foi dividida com as autoridades eclesiásticas apoiando o rei e a burguesia o parlamento. Lichfield era de importância estratégica por suas rotas, e os dois lados desejavam controlar a cidade. Várias batalhas ocorreram na cidade destruindo parte de sua catedral, que foi reformada mais tarde por Carlos II.
Durante o século XVIII a cidade cresceu por estar na rota principal de acesso ao noroeste da Inglaterra e a Irlanda. Nessa época, também, tornou-se centro de grande atividade intelectual, sendo a casa de muitas pessoas famosas como Samuel Johnson, David Garrick, Erasmus Darwin e Anna Seward,
A chegada da revolução industrial e dos trens, no século XIX, assinalaram o fim de Lichfield como uma importante cidade de estada para viagens. Embora o desenvolvimento industrial tenha crescido em cidades próximas, como Birmingham, Lichfield manteve, junto com sua população, os seus caracteres inalterados.
Hoje a cidade continua em expansão. Em sua região leste uma nova área residencial se desenvolveu e aumentou em 3 000 o número de habitantes. Há também um projeto aprovado, que tomara corpo em 2009, para a construção de um gigantesco complexo de compras, lazer, hotéis, lojas, etc., de 100 milhões de libras, para o qual serão demolidos atuais estacionamentos, departamentos policiais, etc, em Friarsgate, oposto à estação de Lichfield. Espera-se que o complexo atraia mais 11 000 visitantes anualmente.

## Cidadãos famosos
- Samuel Johnson — escritor e lexicógrafo do século XVIII.
- Henry Salt — famoso diplomata e egiptólogo.
- David Garrick — famoso ator do século XVII.
- Erasmus Darwin — cientista, médico e escritor, avô de Charles Darwin.
- Joseph Addison — poeta e escritor.
- Elias Ashmole — antiquário, político e oficial de armas.
- Muzio Clementi — músico.
- Richie Edwards — baixista do The Darkness.